# Royaume de Dali
Pour les articles homonymes, voir Dali.
937–1095
1096–1253
Entités précédentes :
- Royaume de Nanzhao (937)
- Dazhong (1096)

Entités suivantes :
- Dazhong (1095)
- Empire mongol (1253)

Le royaume de Dali (bai : Dablit Guaif ; chinois simplifié : 大理国 ; pinyin : dàlǐguo, 937 — 1253) est un royaume bai correspondant approximativement à l'actuelle province chinoise du Yunnan. Fondé en 937 par Duan Siping, il fut gouverné par la dynastie Duan. Sa capitale était Dali, située au bord du lac Erhai, sur les contreforts du plateau tibétain. Il fut dirigé par 5 rois dont les règnes sont divisés en 22 ères royales.
Le royaume est conquis par les Mongols en 1253. Les rois de Dali continuèrent de gouverner la région en tant que vassaux des Mongols et ce jusqu'en 1382, date de la conquête du Yunnan par la dynastie Ming.

## Histoire

### Origines
Auparavant, la région avait été dominée par le royaume de Nanzhao, qui fut renversé en 902. Trois courtes dynasties ont régné entre 902 et 937, date à laquelle Duan Siping prend le pouvoir et fonde le royaume de Dali. Les membres du clan royal Duan prétendent avoir des ancêtres Han. Les archives de la dynastie Yuan indiquent que la famille Duan est originaire de Wuwei dans le Gansu.

### Relations avec la Chine de la dynastie Song
Les relations du royaume de Dali avec la dynastie Song ont été cordiale tout au long de son existence. Les relations entre les deux pays débutent lorsque le Dali félicite la dynastie Song pour la conquête du Shu postérieur en 965, puis lorsque le royaume commence à verser volontairement un tribut aux Chinois en 982. Cependant, le versement de ce tribut ne remet nullement en cause l'indépendance du royaume et il arrive à certaines occasions que les Song déclinent les offres de tribut du Dali. Song Taizu, le fondateur de la dynastie Song, déclare que toutes les terres situées au sud de la rivière Dadu sont des territoires du royaume de Dali et abandonne toute forme de revendications sur ces terres. Il agit ainsi pour éviter de reproduire les erreurs des derniers empereurs de la dynastie Tang, qui avaient lancé des campagnes militaires aux résultats désastreux contre le royaume de Nanzhao.

La ressource du Dali qui intéresse le plus les Song, c'est ses chevaux, qui sont très prisés et recherchés pour équiper l'armée chinoise, surtout après le repli des Song dans le Sud de la Chine à la suite de leur défaite face à la dynastie Jin. Ils sont décrits de la manière suivante par un responsable Song :
 Ces chevaux possèdent un aspect [qui est] assez magnifique. Ils ont une posture basse avec un front musclé, très semblable à la forme d'un poulet. Leur diaphragme est large, leurs épaules épaisses, leur taille plate et leur dos rond. Ils sont entraînés à s'accroupir sur leur postérieur comme un chien. Ils escaladent facilement les terrains escarpés quand on leur ordonne et sont à la fois rapides et agiles dans la poursuite. Ils sont élevés avec du sarrasin amer [comme nourriture], ils ont donc besoin de peu d'entretien. Comment un tel cheval pourrait-il ne pas être considéré comme un bon cheval?

### Royaume de Dazhong (1094-1096)
En 1094, l'ancien premier ministre Gao Shengtai force le roi Duan Zhengming à lui céder le trône et renomme le royaume de Dali « royaume de Dazhong ». Gao Shengtai règne peu de temps, car il meurt en 1096. Après son décès, le clan royal Duan reprend le pouvoir. Le frère cadet de Duan Zhengming, Duan Zhengchun, devient le nouveau souverain et rétablit l'ancien nom du royaume.

### Chute
En 1253 le Khan Möngke envoie son frère Kubilai , le futur empereur de la dynastie Yuan, conquérir le royaume de Dali, afin de pouvoir prendre de flanc le territoire de la dynastie Song. À cette date c'est le clan Gao qui domine la cour du royaume. Ces derniers refusent de se soumettre et font assassiner les envoyés mongols. Kubilai riposte à cette provocation en organisant l'invasion du royaume. Les troupes mongoles sont divisées en trois armées distinctes :
- La première attaque par l'est en passant par le bassin du Sichuan[9].
- La deuxième est dirigée par Uryankhadai, le fils de Subötaï. Cette armée prend un chemin difficile en passant par les montagnes de l'ouest du Sichuan[9].
- La troisième est dirigée par Kubilai lui-même et se dirige vers le sud en passant par les prairies, avant de retrouver la première armée.

Alors qu'Uryankhadai contourne le lac Erhai par le nord, Kubilai prend Dali, la capitale du royaume, et épargne ses habitants malgré le massacre des ambassadeurs. Duan Xingzhi (段興智), le roi de Dali, fait lui-même défection au profit des Mongols, qui utilisent ses soldats pour conquérir le reste du Yunnan. Après leur victoire, les Mongols donnent au roi Duan Xingzhi le titre de Maharajah et nomment un commissaire à la pacification pour achever la mise au pas du pays. Après le départ de Kubilai, des troubles éclatent chez les Black Jang, l'un des principaux groupes ethniques du royaume de Dali. Ces troubles durent trois ans et il faut attendre 1256 pour qu'Uryankhadai achève la pacification complète du Yunnan.
Après la victoire de Kubilai, le clan Duan continue donc de régner sur Dali en tant que Maharajah, mais sous le contrôle des princes impériaux mongols et des gouverneurs musulmans. Les Duan règnent depuis Dali, tandis que les gouverneurs sont en poste à Kunming.

### Le Yunnan sous les Mongols

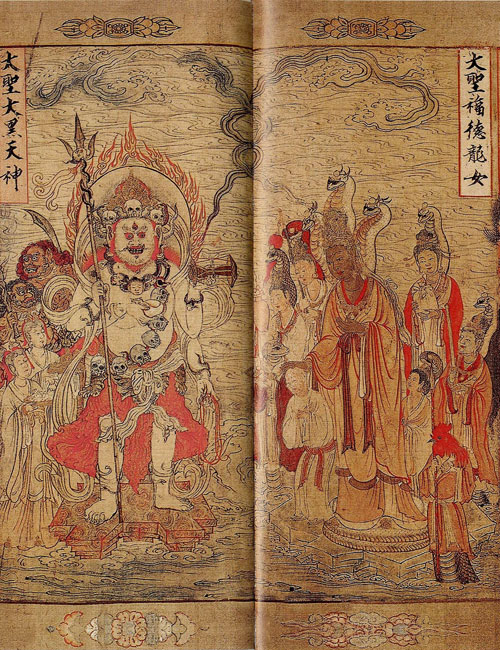
Peinture à motif religieux provenant de Dali

En 1274, la province du Yunnan est créée par le pouvoir central Yuan. Depuis cette époque, la région a toujours fait partie de la Chine.
La famille Duan a gouverné le Yunnan pendant onze générations, soit jusqu'à la fin de la domination mongole. Ils ont volontairement fourni des soldats aux Mongols pour les assister dans leur campagne contre la dynastie Song. En 1271, ils aident les Yuan à réprimer une rébellion mongole dans le Yunnan.
En 1274, Ajall Shams al-Din Omar est chargé par Kubilai de stabiliser le Yunnan. Pour y arriver, il institue un système de chefferie autochtone, connu sous le nom de tusi et inspiré du système Jimi (chinois : 羁縻制 contrôle jimi ou chinois : 羁縻府州 gouvernement jimi) de la dynastie Tang. Le système tusi consiste à attribuer des grades et des postes aux chefs autochtones. Avec cette « Loi basée sur les coutumes indigènes », les peuplades locales conservent une grande partie de leur autonomie, mais doivent respecter trois obligations :
- Ils doivent envoyer les troupes qui se sont rendues au gouvernement Yuan[12].
- Les chefs locaux doivent verser un tribut à la cour des Yuan[12].
- Ils doivent suivre les règles de nomination, de succession, de promotion, de dégradation, de récompense et de punition des chefs indigènes fixées par la cour impériale Yuan[12].

Les Yuan créent le Tusi du Yunnan (zh), ainsi que le tusi de Lijiang (1253 — 1723) pour les Naxi. Ce système est repris par les Ming qui créent le poste de Tusi de Yongning (1381 — 1953), pour les Moso.
La domination des Yuan a également introduit une importante influence musulmane dans le Yunnan.
Le roi de Dali, Duan Gong, s'est marié avec la princesse mongole Agai du clan Borjigin, fille de Basalawarmi, le prince de Liang de la dynastie Yuan. Ils ont un fils et une fille : Duan Sengnu,,,,,,,,,, également appelé Duan Qiangna, et Duan Bao. Par la suite, Duan Sengnu élève Duan Bao pour se venger de Basalawarmi, qui est le responsable du meurtre de Duan Gong,. Cette vengeance est passée à la postérité et a même inspiré une pièce de théâtre,.
Selon des documents officiels de la dynastie Yuan, les membres du clan Duan sont à l'origine des Chinois Han de la commanderie de Wuwei, Gansu,,. D'autres familles Duan sont également originaires de Wuwei,.

### Conquête par les Ming

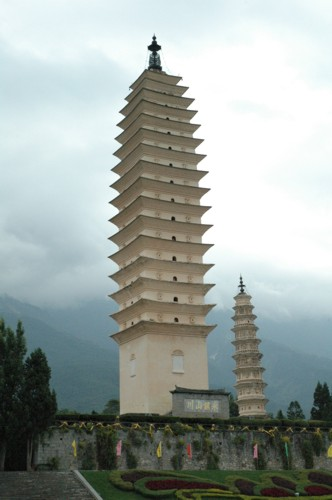
Pagode du temple Chongsheng, le temple royal du Dali.

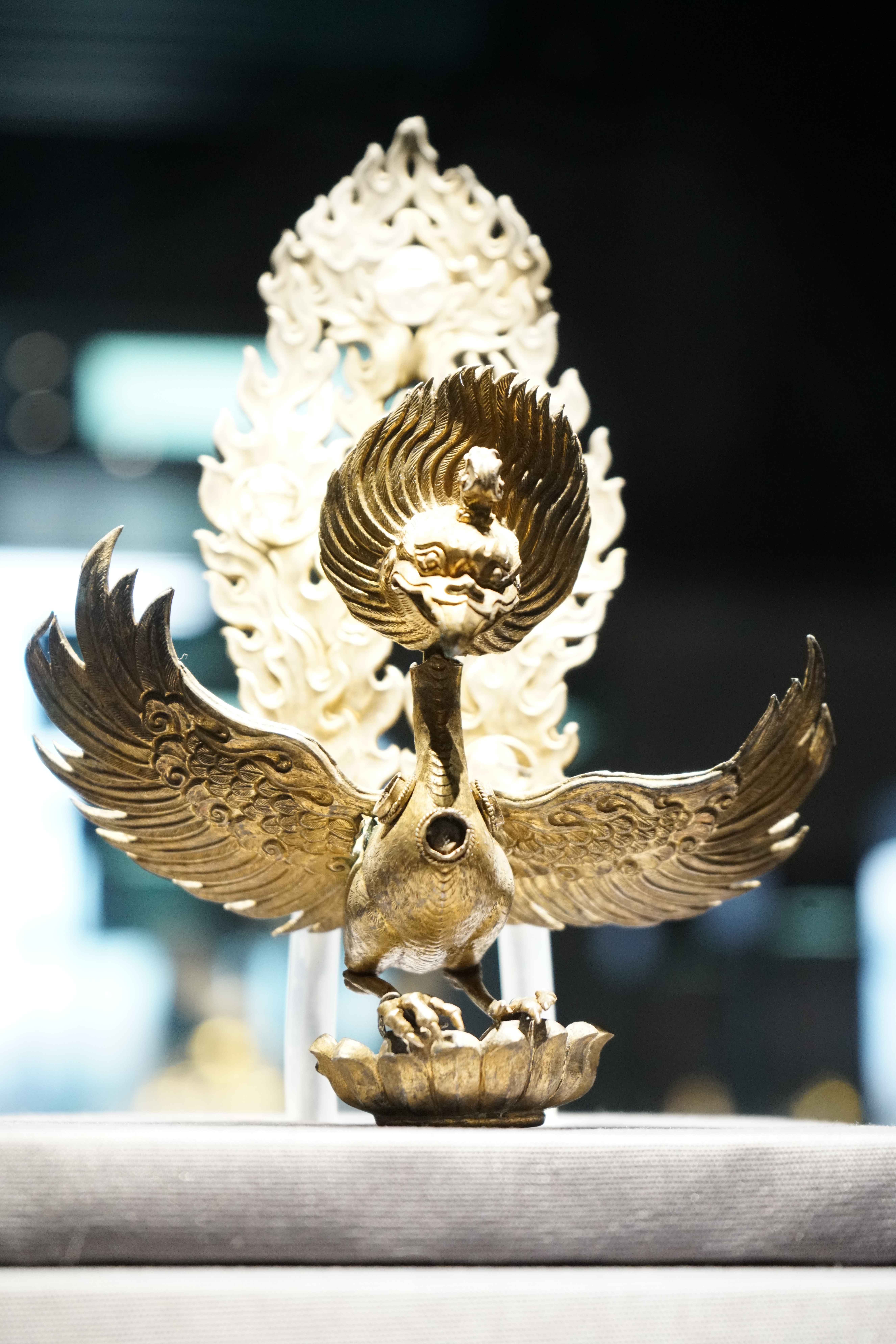
Statue de Ganruda en argent doré, incrustée de perles de cristal. Trouvé dans la pagode Qianxun du temple Chonegsheng, actuellement exposée au musée provincial du Yunnan.

En 1381, la dynastie Ming envoie une armée de 300,000 hommes pour écraser les derniers fidèles des Yuan dans le Yunnan.
Dès le début de la révolte des Turbans rouges, le clan Duan choisit le camp des Mongols et aide ces derniers à repousser une attaque lancée par les Turbans Rouges depuis le Sichuan. Aussi, lorsque les Ming lancent leur attaque, ils aident également les Yuan à combattre l'armée chinoise. Duan Gong, le dernier dirigeant du Dali, refuse de se rendre en écrivant à Fu Youde que le Dali ne peut être qu'un vassal des Ming et non une province chinoise. Fu Youdei réagit en attaquant et écrasant le royaume de Duan Gong, après des combats féroces. Les frères Duan sont faits prisonniers et escortés jusqu'à la capitale des Ming.
Après avoir achevé la conquête du Yunnan, l'empereur Hongwu donne l'ordre de disperser les membres de la famille royale Duan dans diverses régions de la Chine, très éloignées de Dali.

## Administration
Sous l'influence des fonctionnaires chinois présents dès les premiers temps, l'élite de Dali utilise l'écriture chinoise, complétée par les caractères Bai, qui ont été créés à partir des caractères chinois.
La cour de Dali a accordé des fiefs héréditaires aux chefs des différents clans (clans plus anciens que le royaume) pour gagner leur soutien, ainsi que des renforts militaires autonomes. Tout comme l'armée du Nanzhao, l'armée du royaume de Dali se compose d'une armée permanente, de paysans-soldats des villes et de milices indigènes.

## Religion
Les deux principales religions de l'État sont le confucianisme et le bouddhisme.
Le bouddhisme a commencé à prospérer dans la région à partir de la fin du royaume de Nanzhao, pour atteindre son apogée pendant le royaume de Dali. Il y est pratiqué le bouddhisme Ari (ou Ari Gaing) du vajrayāna où le régime est végétarien. Durant les 22 périodes royales du royaume de Dali, sept comprennent l'intronisation de bhikshus. Dix des 22 rois de Dali se sont retirés de la vie publique pour devenir moines.
En 1976 a été découverte dans un temple de ce royaume une représentation identique au style du VIIIe siècle, sous la Dynastie Tang. L'influence du bouddhisme semble donc être très profonde et ancienne dans le royaume de Dali.

## Arbre généalogique des rois de Dali
|                                                               |                                                               |                                                               |                                                               |                                                                 |                                                                 |                                                                 |                                                                 |                                                                 |                                                                 |                                                              |                                                              |                                                              |                                                              |                                     |                                     | Duàn Bǎolóng 段寶龍                                 |                                                     |                                                     |                                                     |                                                     |                                                     |                                    |                                    |                                                                         |                                                                         |                                                                         |                                                                         |                                                                         |                                                                         |  |  |                                                          |                                                          |                                                          |                                                          |                                                          |                                                          |  |  |  |  |  |  |  |  |  |  |  |  |  |  |  |  |  |  |  |  |  |  |  |  |  |  |  |  |  |  |
|                                                               |                                                               |                                                               |                                                               |                                                                 |                                                                 |                                                                 |                                                                 |                                                                 |                                                                 |                                                              |                                                              |                                                              |                                                              |                                     |                                     |                                                     |                                                     |                                                     |                                                     |                                                     |                                                     |                                    |                                    |                                                                         |                                                                         |                                                                         |                                                                         |                                                                         |                                                                         |  |  |                                                          |                                                          |                                                          |                                                          |                                                          |                                                          |  |  |  |  |  |  |  |  |  |  |  |  |  |  |  |  |  |  |  |  |  |  |  |  |  |  |  |  |  |  |
|                                                               |                                                               |                                                               |                                                               |                                                                 |                                                                 |                                                                 |                                                                 |                                                                 |                                                                 |                                                              |                                                              |                                                              |                                                              |                                     |                                     |                                                     |                                                     |                                                     |                                                     |                                                     |                                                     |                                    |                                    |                                                                         |                                                                         |                                                                         |                                                                         |                                                                         |                                                                         |  |  |                                                          |                                                          |                                                          |                                                          |                                                          |                                                          |  |  |  |  |  |  |  |  |  |  |  |  |  |  |  |  |  |  |  |  |  |  |  |  |  |  |  |  |  |  |
|                                                               |                                                               |                                                               |                                                               | Duan Siping 段思平 b. c. 894 – d. c. 944 Taizu 太祖 r. 937–9441 | Duan Siping 段思平 b. c. 894 – d. c. 944 Taizu 太祖 r. 937–9441 | Duan Siping 段思平 b. c. 894 – d. c. 944 Taizu 太祖 r. 937–9441 | Duan Siping 段思平 b. c. 894 – d. c. 944 Taizu 太祖 r. 937–9441 | Duan Siping 段思平 b. c. 894 – d. c. 944 Taizu 太祖 r. 937–9441 | Duan Siping 段思平 b. c. 894 – d. c. 944 Taizu 太祖 r. 937–9441 |                                                              |                                                              |                                                              |                                                              |                                     |                                     |                                                     |                                                     |                                                     |                                                     |                                                     |                                                     |                                    |                                    | Duan Siliang 段思胄 (d.951) Taizong 太宗 (r. 945–951)3                  | Duan Siliang 段思胄 (d.951) Taizong 太宗 (r. 945–951)3                  | Duan Siliang 段思胄 (d.951) Taizong 太宗 (r. 945–951)3                  | Duan Siliang 段思胄 (d.951) Taizong 太宗 (r. 945–951)3                  | Duan Siliang 段思胄 (d.951) Taizong 太宗 (r. 945–951)3                  | Duan Siliang 段思胄 (d.951) Taizong 太宗 (r. 945–951)3                  |  |  |                                                          |                                                          |                                                          |                                                          |                                                          |                                                          |  |  |  |  |  |  |  |  |  |  |  |  |  |  |  |  |  |  |  |  |  |  |  |  |  |  |  |  |  |  |
|                                                               |                                                               |                                                               |                                                               | Duan Siping 段思平 b. c. 894 – d. c. 944 Taizu 太祖 r. 937–9441 | Duan Siping 段思平 b. c. 894 – d. c. 944 Taizu 太祖 r. 937–9441 | Duan Siping 段思平 b. c. 894 – d. c. 944 Taizu 太祖 r. 937–9441 | Duan Siping 段思平 b. c. 894 – d. c. 944 Taizu 太祖 r. 937–9441 | Duan Siping 段思平 b. c. 894 – d. c. 944 Taizu 太祖 r. 937–9441 | Duan Siping 段思平 b. c. 894 – d. c. 944 Taizu 太祖 r. 937–9441 |                                                              |                                                              |                                                              |                                                              |                                     |                                     |                                                     |                                                     |                                                     |                                                     |                                                     |                                                     |                                    |                                    | Duan Siliang 段思胄 (d.951) Taizong 太宗 (r. 945–951)3                  | Duan Siliang 段思胄 (d.951) Taizong 太宗 (r. 945–951)3                  | Duan Siliang 段思胄 (d.951) Taizong 太宗 (r. 945–951)3                  | Duan Siliang 段思胄 (d.951) Taizong 太宗 (r. 945–951)3                  | Duan Siliang 段思胄 (d.951) Taizong 太宗 (r. 945–951)3                  | Duan Siliang 段思胄 (d.951) Taizong 太宗 (r. 945–951)3                  |  |  |                                                          |                                                          |                                                          |                                                          |                                                          |                                                          |  |  |  |  |  |  |  |  |  |  |  |  |  |  |  |  |  |  |  |  |  |  |  |  |  |  |  |  |  |  |
|                                                               |                                                               |                                                               |                                                               |                                                                 |                                                                 |                                                                 |                                                                 |                                                                 |                                                                 |                                                              |                                                              |                                                              |                                                              |                                     |                                     |                                                     |                                                     |                                                     |                                                     |                                                     |                                                     |                                    |                                    |                                                                         |                                                                         |                                                                         |                                                                         |                                                                         |                                                                         |  |  |                                                          |                                                          |                                                          |                                                          |                                                          |                                                          |  |  |  |  |  |  |  |  |  |  |  |  |  |  |  |  |  |  |  |  |  |  |  |  |  |  |  |  |  |  |
| Duan Siying 段思英 Wénjīng huángdì 文経皇帝 r. 944–9452       | Duan Siying 段思英 Wénjīng huángdì 文経皇帝 r. 944–9452       | Duan Siying 段思英 Wénjīng huángdì 文経皇帝 r. 944–9452       | Duan Siying 段思英 Wénjīng huángdì 文経皇帝 r. 944–9452       | Duan Siying 段思英 Wénjīng huángdì 文経皇帝 r. 944–9452         | Duan Siying 段思英 Wénjīng huángdì 文経皇帝 r. 944–9452         |                                                                 |                                                                 | ?                                                               | ?                                                               | ?                                                            | ?                                                            | ?                                                            | ?                                                            |                                     |                                     |                                                     |                                                     |                                                     |                                                     |                                                     |                                                     |                                    |                                    | Duan Sicong 段思聰 d.968 Zhìdàoguǎngcí huángdì 至道广慈皇帝 r. 952–9684 | Duan Sicong 段思聰 d.968 Zhìdàoguǎngcí huángdì 至道广慈皇帝 r. 952–9684 | Duan Sicong 段思聰 d.968 Zhìdàoguǎngcí huángdì 至道广慈皇帝 r. 952–9684 | Duan Sicong 段思聰 d.968 Zhìdàoguǎngcí huángdì 至道广慈皇帝 r. 952–9684 | Duan Sicong 段思聰 d.968 Zhìdàoguǎngcí huángdì 至道广慈皇帝 r. 952–9684 | Duan Sicong 段思聰 d.968 Zhìdàoguǎngcí huángdì 至道广慈皇帝 r. 952–9684 |  |  |                                                          |                                                          |                                                          |                                                          |                                                          |                                                          |  |  |  |  |  |  |  |  |  |  |  |  |  |  |  |  |  |  |  |  |  |  |  |  |  |  |  |  |  |  |
| Duan Siying 段思英 Wénjīng huángdì 文経皇帝 r. 944–9452       | Duan Siying 段思英 Wénjīng huángdì 文経皇帝 r. 944–9452       | Duan Siying 段思英 Wénjīng huángdì 文経皇帝 r. 944–9452       | Duan Siying 段思英 Wénjīng huángdì 文経皇帝 r. 944–9452       | Duan Siying 段思英 Wénjīng huángdì 文経皇帝 r. 944–9452         | Duan Siying 段思英 Wénjīng huángdì 文経皇帝 r. 944–9452         |                                                                 |                                                                 | ?                                                               | ?                                                               | ?                                                            | ?                                                            | ?                                                            | ?                                                            |                                     |                                     |                                                     |                                                     |                                                     |                                                     |                                                     |                                                     |                                    |                                    | Duan Sicong 段思聰 d.968 Zhìdàoguǎngcí huángdì 至道广慈皇帝 r. 952–9684 | Duan Sicong 段思聰 d.968 Zhìdàoguǎngcí huángdì 至道广慈皇帝 r. 952–9684 | Duan Sicong 段思聰 d.968 Zhìdàoguǎngcí huángdì 至道广慈皇帝 r. 952–9684 | Duan Sicong 段思聰 d.968 Zhìdàoguǎngcí huángdì 至道广慈皇帝 r. 952–9684 | Duan Sicong 段思聰 d.968 Zhìdàoguǎngcí huángdì 至道广慈皇帝 r. 952–9684 | Duan Sicong 段思聰 d.968 Zhìdàoguǎngcí huángdì 至道广慈皇帝 r. 952–9684 |  |  |                                                          |                                                          |                                                          |                                                          |                                                          |                                                          |  |  |  |  |  |  |  |  |  |  |  |  |  |  |  |  |  |  |  |  |  |  |  |  |  |  |  |  |  |  |
|                                                               |                                                               |                                                               |                                                               |                                                                 |                                                                 |                                                                 |                                                                 | ?                                                               | ?                                                               | ?                                                            | ?                                                            | ?                                                            | ?                                                            |                                     |                                     |                                                     |                                                     |                                                     |                                                     |                                                     |                                                     |                                    |                                    | Duan Sushun 段素順 d.985 Yīngdào huángdì 应道皇帝 r. 968–9855           | Duan Sushun 段素順 d.985 Yīngdào huángdì 应道皇帝 r. 968–9855           | Duan Sushun 段素順 d.985 Yīngdào huángdì 应道皇帝 r. 968–9855           | Duan Sushun 段素順 d.985 Yīngdào huángdì 应道皇帝 r. 968–9855           | Duan Sushun 段素順 d.985 Yīngdào huángdì 应道皇帝 r. 968–9855           | Duan Sushun 段素順 d.985 Yīngdào huángdì 应道皇帝 r. 968–9855           |  |  |                                                          |                                                          |                                                          |                                                          |                                                          |                                                          |  |  |  |  |  |  |  |  |  |  |  |  |  |  |  |  |  |  |  |  |  |  |  |  |  |  |  |  |  |  |
|                                                               |                                                               |                                                               |                                                               |                                                                 |                                                                 |                                                                 |                                                                 | ?                                                               | ?                                                               | ?                                                            | ?                                                            | ?                                                            | ?                                                            |                                     |                                     |                                                     |                                                     |                                                     |                                                     |                                                     |                                                     |                                    |                                    | Duan Sushun 段素順 d.985 Yīngdào huángdì 应道皇帝 r. 968–9855           | Duan Sushun 段素順 d.985 Yīngdào huángdì 应道皇帝 r. 968–9855           | Duan Sushun 段素順 d.985 Yīngdào huángdì 应道皇帝 r. 968–9855           | Duan Sushun 段素順 d.985 Yīngdào huángdì 应道皇帝 r. 968–9855           | Duan Sushun 段素順 d.985 Yīngdào huángdì 应道皇帝 r. 968–9855           | Duan Sushun 段素順 d.985 Yīngdào huángdì 应道皇帝 r. 968–9855           |  |  |                                                          |                                                          |                                                          |                                                          |                                                          |                                                          |  |  |  |  |  |  |  |  |  |  |  |  |  |  |  |  |  |  |  |  |  |  |  |  |  |  |  |  |  |  |
|                                                               |                                                               |                                                               |                                                               |                                                                 |                                                                 |                                                                 |                                                                 | Duan Zhisi 段智思                                               | Duan Zhisi 段智思                                               | Duan Zhisi 段智思                                            | Duan Zhisi 段智思                                            | Duan Zhisi 段智思                                            | Duan Zhisi 段智思                                            |                                     |                                     |                                                     |                                                     |                                                     |                                                     |                                                     |                                                     |                                    |                                    | Duan Suying 段素英 Zhāomíng huángdì 昭明皇帝 r. 985–10096               | Duan Suying 段素英 Zhāomíng huángdì 昭明皇帝 r. 985–10096               | Duan Suying 段素英 Zhāomíng huángdì 昭明皇帝 r. 985–10096               | Duan Suying 段素英 Zhāomíng huángdì 昭明皇帝 r. 985–10096               | Duan Suying 段素英 Zhāomíng huángdì 昭明皇帝 r. 985–10096               | Duan Suying 段素英 Zhāomíng huángdì 昭明皇帝 r. 985–10096               |  |  |                                                          |                                                          |                                                          |                                                          |                                                          |                                                          |  |  |  |  |  |  |  |  |  |  |  |  |  |  |  |  |  |  |  |  |  |  |  |  |  |  |  |  |  |  |
|                                                               |                                                               |                                                               |                                                               |                                                                 |                                                                 |                                                                 |                                                                 | Duan Zhisi 段智思                                               | Duan Zhisi 段智思                                               | Duan Zhisi 段智思                                            | Duan Zhisi 段智思                                            | Duan Zhisi 段智思                                            | Duan Zhisi 段智思                                            |                                     |                                     |                                                     |                                                     |                                                     |                                                     |                                                     |                                                     |                                    |                                    | Duan Suying 段素英 Zhāomíng huángdì 昭明皇帝 r. 985–10096               | Duan Suying 段素英 Zhāomíng huángdì 昭明皇帝 r. 985–10096               | Duan Suying 段素英 Zhāomíng huángdì 昭明皇帝 r. 985–10096               | Duan Suying 段素英 Zhāomíng huángdì 昭明皇帝 r. 985–10096               | Duan Suying 段素英 Zhāomíng huángdì 昭明皇帝 r. 985–10096               | Duan Suying 段素英 Zhāomíng huángdì 昭明皇帝 r. 985–10096               |  |  |                                                          |                                                          |                                                          |                                                          |                                                          |                                                          |  |  |  |  |  |  |  |  |  |  |  |  |  |  |  |  |  |  |  |  |  |  |  |  |  |  |  |  |  |  |
|                                                               |                                                               |                                                               |                                                               |                                                                 |                                                                 |                                                                 |                                                                 |                                                                 |                                                                 |                                                              |                                                              |                                                              |                                                              |                                     |                                     |                                                     |                                                     |                                                     |                                                     |                                                     |                                                     |                                    |                                    |                                                                         |                                                                         |                                                                         |                                                                         |                                                                         |                                                                         |  |  |                                                          |                                                          |                                                          |                                                          |                                                          |                                                          |  |  |  |  |  |  |  |  |  |  |  |  |  |  |  |  |  |  |  |  |  |  |  |  |  |  |  |  |  |  |
|                                                               |                                                               |                                                               |                                                               |                                                                 |                                                                 |                                                                 |                                                                 | Duan Silian 段思廉 Xìngzōng 兴宗 r. 1044–107511                 | Duan Silian 段思廉 Xìngzōng 兴宗 r. 1044–107511                 | Duan Silian 段思廉 Xìngzōng 兴宗 r. 1044–107511              | Duan Silian 段思廉 Xìngzōng 兴宗 r. 1044–107511              | Duan Silian 段思廉 Xìngzōng 兴宗 r. 1044–107511              | Duan Silian 段思廉 Xìngzōng 兴宗 r. 1044–107511              |                                     |                                     |                                                     |                                                     |                                                     |                                                     |                                                     |                                                     |                                    |                                    | Duan Sulian 段素廉 d.1022 Xuānsù huángdì 宣肃皇帝 r. 1009–10227         | Duan Sulian 段素廉 d.1022 Xuānsù huángdì 宣肃皇帝 r. 1009–10227         | Duan Sulian 段素廉 d.1022 Xuānsù huángdì 宣肃皇帝 r. 1009–10227         | Duan Sulian 段素廉 d.1022 Xuānsù huángdì 宣肃皇帝 r. 1009–10227         | Duan Sulian 段素廉 d.1022 Xuānsù huángdì 宣肃皇帝 r. 1009–10227         | Duan Sulian 段素廉 d.1022 Xuānsù huángdì 宣肃皇帝 r. 1009–10227         |  |  | ?                                                        | ?                                                        | ?                                                        | ?                                                        | ?                                                        | ?                                                        |  |  |  |  |  |  |  |  |  |  |  |  |  |  |  |  |  |  |  |  |  |  |  |  |  |  |  |  |  |  |
|                                                               |                                                               |                                                               |                                                               |                                                                 |                                                                 |                                                                 |                                                                 | Duan Silian 段思廉 Xìngzōng 兴宗 r. 1044–107511                 | Duan Silian 段思廉 Xìngzōng 兴宗 r. 1044–107511                 | Duan Silian 段思廉 Xìngzōng 兴宗 r. 1044–107511              | Duan Silian 段思廉 Xìngzōng 兴宗 r. 1044–107511              | Duan Silian 段思廉 Xìngzōng 兴宗 r. 1044–107511              | Duan Silian 段思廉 Xìngzōng 兴宗 r. 1044–107511              |                                     |                                     |                                                     |                                                     |                                                     |                                                     |                                                     |                                                     |                                    |                                    | Duan Sulian 段素廉 d.1022 Xuānsù huángdì 宣肃皇帝 r. 1009–10227         | Duan Sulian 段素廉 d.1022 Xuānsù huángdì 宣肃皇帝 r. 1009–10227         | Duan Sulian 段素廉 d.1022 Xuānsù huángdì 宣肃皇帝 r. 1009–10227         | Duan Sulian 段素廉 d.1022 Xuānsù huángdì 宣肃皇帝 r. 1009–10227         | Duan Sulian 段素廉 d.1022 Xuānsù huángdì 宣肃皇帝 r. 1009–10227         | Duan Sulian 段素廉 d.1022 Xuānsù huángdì 宣肃皇帝 r. 1009–10227         |  |  | ?                                                        | ?                                                        | ?                                                        | ?                                                        | ?                                                        | ?                                                        |  |  |  |  |  |  |  |  |  |  |  |  |  |  |  |  |  |  |  |  |  |  |  |  |  |  |  |  |  |  |
|                                                               |                                                               |                                                               |                                                               |                                                                 |                                                                 |                                                                 |                                                                 |                                                                 |                                                                 |                                                              |                                                              |                                                              |                                                              |                                     |                                     |                                                     |                                                     |                                                     |                                                     |                                                     |                                                     |                                    |                                    |                                                                         |                                                                         |                                                                         |                                                                         |                                                                         |                                                                         |  |  |                                                          |                                                          |                                                          |                                                          |                                                          |                                                          |  |  |  |  |  |  |  |  |  |  |  |  |  |  |  |  |  |  |  |  |  |  |  |  |  |  |  |  |  |  |
| ?                                                             | ?                                                             | ?                                                             | ?                                                             | ?                                                               | ?                                                               |                                                                 |                                                                 | Duan Lianyi 段廉義 d.1080 Xìngzōng 兴宗 r. 1075–108012          | Duan Lianyi 段廉義 d.1080 Xìngzōng 兴宗 r. 1075–108012          | Duan Lianyi 段廉義 d.1080 Xìngzōng 兴宗 r. 1075–108012       | Duan Lianyi 段廉義 d.1080 Xìngzōng 兴宗 r. 1075–108012       | Duan Lianyi 段廉義 d.1080 Xìngzōng 兴宗 r. 1075–108012       | Duan Lianyi 段廉義 d.1080 Xìngzōng 兴宗 r. 1075–108012       |                                     |                                     | ?                                                   | ?                                                   | ?                                                   | ?                                                   | ?                                                   | ?                                                   |                                    |                                    | Duan Suzhen 段素真 Shèngdé huángdì 圣德皇帝 r. 1026–10419               | Duan Suzhen 段素真 Shèngdé huángdì 圣德皇帝 r. 1026–10419               | Duan Suzhen 段素真 Shèngdé huángdì 圣德皇帝 r. 1026–10419               | Duan Suzhen 段素真 Shèngdé huángdì 圣德皇帝 r. 1026–10419               | Duan Suzhen 段素真 Shèngdé huángdì 圣德皇帝 r. 1026–10419               | Duan Suzhen 段素真 Shèngdé huángdì 圣德皇帝 r. 1026–10419               |  |  | Duan Sulong 段素隆 Bǐngyì huángdì 秉义皇帝 r. 1022–10268 | Duan Sulong 段素隆 Bǐngyì huángdì 秉义皇帝 r. 1022–10268 | Duan Sulong 段素隆 Bǐngyì huángdì 秉义皇帝 r. 1022–10268 | Duan Sulong 段素隆 Bǐngyì huángdì 秉义皇帝 r. 1022–10268 | Duan Sulong 段素隆 Bǐngyì huángdì 秉义皇帝 r. 1022–10268 | Duan Sulong 段素隆 Bǐngyì huángdì 秉义皇帝 r. 1022–10268 |  |  |  |  |  |  |  |  |  |  |  |  |  |  |  |  |  |  |  |  |  |  |  |  |  |  |  |  |  |  |
| ?                                                             | ?                                                             | ?                                                             | ?                                                             | ?                                                               | ?                                                               |                                                                 |                                                                 | Duan Lianyi 段廉義 d.1080 Xìngzōng 兴宗 r. 1075–108012          | Duan Lianyi 段廉義 d.1080 Xìngzōng 兴宗 r. 1075–108012          | Duan Lianyi 段廉義 d.1080 Xìngzōng 兴宗 r. 1075–108012       | Duan Lianyi 段廉義 d.1080 Xìngzōng 兴宗 r. 1075–108012       | Duan Lianyi 段廉義 d.1080 Xìngzōng 兴宗 r. 1075–108012       | Duan Lianyi 段廉義 d.1080 Xìngzōng 兴宗 r. 1075–108012       |                                     |                                     | ?                                                   | ?                                                   | ?                                                   | ?                                                   | ?                                                   | ?                                                   |                                    |                                    | Duan Suzhen 段素真 Shèngdé huángdì 圣德皇帝 r. 1026–10419               | Duan Suzhen 段素真 Shèngdé huángdì 圣德皇帝 r. 1026–10419               | Duan Suzhen 段素真 Shèngdé huángdì 圣德皇帝 r. 1026–10419               | Duan Suzhen 段素真 Shèngdé huángdì 圣德皇帝 r. 1026–10419               | Duan Suzhen 段素真 Shèngdé huángdì 圣德皇帝 r. 1026–10419               | Duan Suzhen 段素真 Shèngdé huángdì 圣德皇帝 r. 1026–10419               |  |  | Duan Sulong 段素隆 Bǐngyì huángdì 秉义皇帝 r. 1022–10268 | Duan Sulong 段素隆 Bǐngyì huángdì 秉义皇帝 r. 1022–10268 | Duan Sulong 段素隆 Bǐngyì huángdì 秉义皇帝 r. 1022–10268 | Duan Sulong 段素隆 Bǐngyì huángdì 秉义皇帝 r. 1022–10268 | Duan Sulong 段素隆 Bǐngyì huángdì 秉义皇帝 r. 1022–10268 | Duan Sulong 段素隆 Bǐngyì huángdì 秉义皇帝 r. 1022–10268 |  |  |  |  |  |  |  |  |  |  |  |  |  |  |  |  |  |  |  |  |  |  |  |  |  |  |  |  |  |  |
|                                                               |                                                               |                                                               |                                                               |                                                                 |                                                                 |                                                                 |                                                                 |                                                                 |                                                                 |                                                              |                                                              |                                                              |                                                              |                                     |                                     |                                                     |                                                     |                                                     |                                                     |                                                     |                                                     |                                    |                                    |                                                                         |                                                                         |                                                                         |                                                                         |                                                                         |                                                                         |  |  |                                                          |                                                          |                                                          |                                                          |                                                          |                                                          |  |  |  |  |  |  |  |  |  |  |  |  |  |  |  |  |  |  |  |  |  |  |  |  |  |  |  |  |  |  |
| Duan Shouhui 段壽輝 Shàngmíng huángdì 上明皇帝 r. 1080–108113 | Duan Shouhui 段壽輝 Shàngmíng huángdì 上明皇帝 r. 1080–108113 | Duan Shouhui 段壽輝 Shàngmíng huángdì 上明皇帝 r. 1080–108113 | Duan Shouhui 段壽輝 Shàngmíng huángdì 上明皇帝 r. 1080–108113 | Duan Shouhui 段壽輝 Shàngmíng huángdì 上明皇帝 r. 1080–108113   | Duan Shouhui 段壽輝 Shàngmíng huángdì 上明皇帝 r. 1080–108113   |                                                                 |                                                                 | Duan Zhengming 段正明 Bǎodìng huángdì 保定皇帝 r.1081–109414    | Duan Zhengming 段正明 Bǎodìng huángdì 保定皇帝 r.1081–109414    | Duan Zhengming 段正明 Bǎodìng huángdì 保定皇帝 r.1081–109414 | Duan Zhengming 段正明 Bǎodìng huángdì 保定皇帝 r.1081–109414 | Duan Zhengming 段正明 Bǎodìng huángdì 保定皇帝 r.1081–109414 | Duan Zhengming 段正明 Bǎodìng huángdì 保定皇帝 r.1081–109414 |                                     |                                     | Duan Zhengchun 段正淳 Zhongzong 中宗 r. 1096–110815 | Duan Zhengchun 段正淳 Zhongzong 中宗 r. 1096–110815 | Duan Zhengchun 段正淳 Zhongzong 中宗 r. 1096–110815 | Duan Zhengchun 段正淳 Zhongzong 中宗 r. 1096–110815 | Duan Zhengchun 段正淳 Zhongzong 中宗 r. 1096–110815 | Duan Zhengchun 段正淳 Zhongzong 中宗 r. 1096–110815 |                                    |                                    | ?                                                                       | ?                                                                       | ?                                                                       | ?                                                                       | ?                                                                       | ?                                                                       |  |  |                                                          |                                                          |                                                          |                                                          |                                                          |                                                          |  |  |  |  |  |  |  |  |  |  |  |  |  |  |  |  |  |  |  |  |  |  |  |  |  |  |  |  |  |  |
| Duan Shouhui 段壽輝 Shàngmíng huángdì 上明皇帝 r. 1080–108113 | Duan Shouhui 段壽輝 Shàngmíng huángdì 上明皇帝 r. 1080–108113 | Duan Shouhui 段壽輝 Shàngmíng huángdì 上明皇帝 r. 1080–108113 | Duan Shouhui 段壽輝 Shàngmíng huángdì 上明皇帝 r. 1080–108113 | Duan Shouhui 段壽輝 Shàngmíng huángdì 上明皇帝 r. 1080–108113   | Duan Shouhui 段壽輝 Shàngmíng huángdì 上明皇帝 r. 1080–108113   |                                                                 |                                                                 | Duan Zhengming 段正明 Bǎodìng huángdì 保定皇帝 r.1081–109414    | Duan Zhengming 段正明 Bǎodìng huángdì 保定皇帝 r.1081–109414    | Duan Zhengming 段正明 Bǎodìng huángdì 保定皇帝 r.1081–109414 | Duan Zhengming 段正明 Bǎodìng huángdì 保定皇帝 r.1081–109414 | Duan Zhengming 段正明 Bǎodìng huángdì 保定皇帝 r.1081–109414 | Duan Zhengming 段正明 Bǎodìng huángdì 保定皇帝 r.1081–109414 |                                     |                                     | Duan Zhengchun 段正淳 Zhongzong 中宗 r. 1096–110815 | Duan Zhengchun 段正淳 Zhongzong 中宗 r. 1096–110815 | Duan Zhengchun 段正淳 Zhongzong 中宗 r. 1096–110815 | Duan Zhengchun 段正淳 Zhongzong 中宗 r. 1096–110815 | Duan Zhengchun 段正淳 Zhongzong 中宗 r. 1096–110815 | Duan Zhengchun 段正淳 Zhongzong 中宗 r. 1096–110815 |                                    |                                    | ?                                                                       | ?                                                                       | ?                                                                       | ?                                                                       | ?                                                                       | ?                                                                       |  |  |                                                          |                                                          |                                                          |                                                          |                                                          |                                                          |  |  |  |  |  |  |  |  |  |  |  |  |  |  |  |  |  |  |  |  |  |  |  |  |  |  |  |  |  |  |
|                                                               |                                                               |                                                               |                                                               |                                                                 |                                                                 |                                                                 |                                                                 |                                                                 |                                                                 |                                                              |                                                              |                                                              |                                                              |                                     |                                     | Duan Yu 段和譽 Xianzong 憲宗 r.1108–114716          | Duan Yu 段和譽 Xianzong 憲宗 r.1108–114716          | Duan Yu 段和譽 Xianzong 憲宗 r.1108–114716          | Duan Yu 段和譽 Xianzong 憲宗 r.1108–114716          | Duan Yu 段和譽 Xianzong 憲宗 r.1108–114716          | Duan Yu 段和譽 Xianzong 憲宗 r.1108–114716          |                                    |                                    | Duan Suxing 段素興 Tiānmíng huángdì 天明皇帝 r. 1041–104410             | Duan Suxing 段素興 Tiānmíng huángdì 天明皇帝 r. 1041–104410             | Duan Suxing 段素興 Tiānmíng huángdì 天明皇帝 r. 1041–104410             | Duan Suxing 段素興 Tiānmíng huángdì 天明皇帝 r. 1041–104410             | Duan Suxing 段素興 Tiānmíng huángdì 天明皇帝 r. 1041–104410             | Duan Suxing 段素興 Tiānmíng huángdì 天明皇帝 r. 1041–104410             |  |  |                                                          |                                                          |                                                          |                                                          |                                                          |                                                          |  |  |  |  |  |  |  |  |  |  |  |  |  |  |  |  |  |  |  |  |  |  |  |  |  |  |  |  |  |  |
|                                                               |                                                               |                                                               |                                                               |                                                                 |                                                                 |                                                                 |                                                                 |                                                                 |                                                                 |                                                              |                                                              |                                                              |                                                              |                                     |                                     | Duan Yu 段和譽 Xianzong 憲宗 r.1108–114716          | Duan Yu 段和譽 Xianzong 憲宗 r.1108–114716          | Duan Yu 段和譽 Xianzong 憲宗 r.1108–114716          | Duan Yu 段和譽 Xianzong 憲宗 r.1108–114716          | Duan Yu 段和譽 Xianzong 憲宗 r.1108–114716          | Duan Yu 段和譽 Xianzong 憲宗 r.1108–114716          |                                    |                                    | Duan Suxing 段素興 Tiānmíng huángdì 天明皇帝 r. 1041–104410             | Duan Suxing 段素興 Tiānmíng huángdì 天明皇帝 r. 1041–104410             | Duan Suxing 段素興 Tiānmíng huángdì 天明皇帝 r. 1041–104410             | Duan Suxing 段素興 Tiānmíng huángdì 天明皇帝 r. 1041–104410             | Duan Suxing 段素興 Tiānmíng huángdì 天明皇帝 r. 1041–104410             | Duan Suxing 段素興 Tiānmíng huángdì 天明皇帝 r. 1041–104410             |  |  |                                                          |                                                          |                                                          |                                                          |                                                          |                                                          |  |  |  |  |  |  |  |  |  |  |  |  |  |  |  |  |  |  |  |  |  |  |  |  |  |  |  |  |  |  |
|                                                               |                                                               |                                                               |                                                               |                                                                 |                                                                 |                                                                 |                                                                 |                                                                 |                                                                 |                                                              |                                                              |                                                              |                                                              |                                     |                                     | Duan Zhengxing 段正興 r. 1147–117117                |                                                     |                                                     |                                                     |                                                     |                                                     |                                    |                                    |                                                                         |                                                                         |                                                                         |                                                                         |                                                                         |                                                                         |  |  |                                                          |                                                          |                                                          |                                                          |                                                          |                                                          |  |  |  |  |  |  |  |  |  |  |  |  |  |  |  |  |  |  |  |  |  |  |  |  |  |  |  |  |  |  |
|                                                               |                                                               |                                                               |                                                               |                                                                 |                                                                 |                                                                 |                                                                 |                                                                 |                                                                 |                                                              |                                                              |                                                              |                                                              |                                     |                                     |                                                     |                                                     |                                                     |                                                     |                                                     |                                                     |                                    |                                    |                                                                         |                                                                         |                                                                         |                                                                         |                                                                         |                                                                         |  |  |                                                          |                                                          |                                                          |                                                          |                                                          |                                                          |  |  |  |  |  |  |  |  |  |  |  |  |  |  |  |  |  |  |  |  |  |  |  |  |  |  |  |  |  |  |
|                                                               |                                                               |                                                               |                                                               |                                                                 |                                                                 |                                                                 |                                                                 |                                                                 |                                                                 |                                                              |                                                              |                                                              |                                                              |                                     |                                     | Duan Zhixing 段智興 Xuanzong 宣宗 r. 1171–120018    |                                                     |                                                     |                                                     |                                                     |                                                     |                                    |                                    |                                                                         |                                                                         |                                                                         |                                                                         |                                                                         |                                                                         |  |  |                                                          |                                                          |                                                          |                                                          |                                                          |                                                          |  |  |  |  |  |  |  |  |  |  |  |  |  |  |  |  |  |  |  |  |  |  |  |  |  |  |  |  |  |  |
|                                                               |                                                               |                                                               |                                                               |                                                                 |                                                                 |                                                                 |                                                                 |                                                                 |                                                                 |                                                              |                                                              |                                                              |                                                              |                                     |                                     |                                                     |                                                     |                                                     |                                                     |                                                     |                                                     |                                    |                                    |                                                                         |                                                                         |                                                                         |                                                                         |                                                                         |                                                                         |  |  |                                                          |                                                          |                                                          |                                                          |                                                          |                                                          |  |  |  |  |  |  |  |  |  |  |  |  |  |  |  |  |  |  |  |  |  |  |  |  |  |  |  |  |  |  |
|                                                               |                                                               |                                                               |                                                               |                                                                 |                                                                 |                                                                 |                                                                 |                                                                 |                                                                 |                                                              |                                                              |                                                              |                                                              |                                     |                                     |                                                     |                                                     |                                                     |                                                     |                                                     |                                                     |                                    |                                    |                                                                         |                                                                         |                                                                         |                                                                         |                                                                         |                                                                         |  |  |                                                          |                                                          |                                                          |                                                          |                                                          |                                                          |  |  |  |  |  |  |  |  |  |  |  |  |  |  |  |  |  |  |  |  |  |  |  |  |  |  |  |  |  |  |
|                                                               |                                                               |                                                               |                                                               |                                                                 |                                                                 |                                                                 |                                                                 |                                                                 |                                                                 |                                                              |                                                              | Duan Zhixiang 段智祥 r. 1204–123820                          | Duan Zhixiang 段智祥 r. 1204–123820                          | Duan Zhixiang 段智祥 r. 1204–123820 | Duan Zhixiang 段智祥 r. 1204–123820 | Duan Zhixiang 段智祥 r. 1204–123820                 | Duan Zhixiang 段智祥 r. 1204–123820                 |                                                     |                                                     | Duan Zhilian 段智廉 r. 1200–120419                  | Duan Zhilian 段智廉 r. 1200–120419                  | Duan Zhilian 段智廉 r. 1200–120419 | Duan Zhilian 段智廉 r. 1200–120419 | Duan Zhilian 段智廉 r. 1200–120419                                      | Duan Zhilian 段智廉 r. 1200–120419                                      |                                                                         |                                                                         |                                                                         |                                                                         |  |  |                                                          |                                                          |                                                          |                                                          |                                                          |                                                          |  |  |  |  |  |  |  |  |  |  |  |  |  |  |  |  |  |  |  |  |  |  |  |  |  |  |  |  |  |  |
|                                                               |                                                               |                                                               |                                                               |                                                                 |                                                                 |                                                                 |                                                                 |                                                                 |                                                                 |                                                              |                                                              | Duan Zhixiang 段智祥 r. 1204–123820                          | Duan Zhixiang 段智祥 r. 1204–123820                          | Duan Zhixiang 段智祥 r. 1204–123820 | Duan Zhixiang 段智祥 r. 1204–123820 | Duan Zhixiang 段智祥 r. 1204–123820                 | Duan Zhixiang 段智祥 r. 1204–123820                 |                                                     |                                                     | Duan Zhilian 段智廉 r. 1200–120419                  | Duan Zhilian 段智廉 r. 1200–120419                  | Duan Zhilian 段智廉 r. 1200–120419 | Duan Zhilian 段智廉 r. 1200–120419 | Duan Zhilian 段智廉 r. 1200–120419                                      | Duan Zhilian 段智廉 r. 1200–120419                                      |                                                                         |                                                                         |                                                                         |                                                                         |  |  |                                                          |                                                          |                                                          |                                                          |                                                          |                                                          |  |  |  |  |  |  |  |  |  |  |  |  |  |  |  |  |  |  |  |  |  |  |  |  |  |  |  |  |  |  |
|                                                               |                                                               |                                                               |                                                               |                                                                 |                                                                 |                                                                 |                                                                 |                                                                 |                                                                 |                                                              |                                                              | Duàn Ziangxing 段祥興 Xiàoyì huángdì 孝義皇帝 r. 1238–125121 |                                                              |                                     |                                     |                                                     |                                                     |                                                     |                                                     |                                                     |                                                     |                                    |                                    |                                                                         |                                                                         |                                                                         |                                                                         |                                                                         |                                                                         |  |  |                                                          |                                                          |                                                          |                                                          |                                                          |                                                          |  |  |  |  |  |  |  |  |  |  |  |  |  |  |  |  |  |  |  |  |  |  |  |  |  |  |  |  |  |  |
|                                                               |                                                               |                                                               |                                                               |                                                                 |                                                                 |                                                                 |                                                                 |                                                                 |                                                                 |                                                              |                                                              |                                                              |                                                              |                                     |                                     |                                                     |                                                     |                                                     |                                                     |                                                     |                                                     |                                    |                                    |                                                                         |                                                                         |                                                                         |                                                                         |                                                                         |                                                                         |  |  |                                                          |                                                          |                                                          |                                                          |                                                          |                                                          |  |  |  |  |  |  |  |  |  |  |  |  |  |  |  |  |  |  |  |  |  |  |  |  |  |  |  |  |  |  |
|                                                               |                                                               |                                                               |                                                               |                                                                 |                                                                 |                                                                 |                                                                 |                                                                 |                                                                 |                                                              |                                                              | Duan Xingzhi 段興智 r.1251–1254; 1257–126022                 |                                                              |                                     |                                     |                                                     |                                                     |                                                     |                                                     |                                                     |                                                     |                                    |                                    |                                                                         |                                                                         |                                                                         |                                                                         |                                                                         |                                                                         |  |  |                                                          |                                                          |                                                          |                                                          |                                                          |                                                          |  |  |  |  |  |  |  |  |  |  |  |  |  |  |  |  |  |  |  |  |  |  |  |  |  |  |  |  |  |  |